# Мурэн (Хэнтий)
Мурэн (монг. Мөрөн) — сомон аймака Хэнтий в восточной части Монголии. Численность населения по данным 2010 года составила 1 326 человек.
Центр сомона — посёлок Мурэн, расположенный в 25 километрах от административного центра аймака — города Ундерхаан и в 205 километрах от столицы страны — Улан-Батора.

## География
Сомон расположен в восточной части Монголии. Граничит с соседними сомонами Баянмунхе, Баянхутаг, Жаргалтхаан и Хэрлэн.

## Климат
Климат резко континентальный.

## Инфраструктура
В сомоне есть школа, больница.